# Gododdin (Test Dept)
Gododdin è un album del gruppo Test Dept in collaborazione con la compagnia di teatro e performance art Brith Gof, pubblicato nel 1989. L'album è basato sullo spettacolo realizzato dai due gruppi, un progetto site-specific che vide 4 date fra cui festival Inteatro di Polverigi, Amburgo (Germania), Frisia (Paesi Bassi) e Glasgow (Scozia). All'interno dell'album vi è un libriccino fotografico che ripercorre il tour e ne descrive le location.

## Tracce
1. Sarff
2. Gwŷr A Aeth Gatraeth
3. Arddyledog Ganu
4. Glasfedd Eu Hancwyn
5. Trichant Eurdorchog
6. Yn Nydd Cadiawr
7. Truan Yw Gennyf Fi